# Rhysotoechia obtusa
Rhysotoechia obtusa är en kinesträdsväxtart som beskrevs av B. Etman. Rhysotoechia obtusa ingår i släktet Rhysotoechia och familjen kinesträdsväxter. Inga underarter finns listade i Catalogue of Life.